# House, M.D.
House, M.D. ou simplesmente House (também conhecida no Brasil como Dr. House) é uma série médica norte-americana criada por David Shore e exibida originalmente nos Estados Unidos pela Fox de 16 de novembro de 2004 a 21 de maio de 2012. Seu personagem principal é o Dr. Gregory House, interpretado pelo ator inglês Hugh Laurie. A série passa-se no fictício hospital universitário Princeton-Plainsboro Teaching Hospital, em Princeton, Nova Jersey, Estados Unidos.
House é um infectologista e nefrologista que se destaca não só pela capacidade de elaborar excelentes diagnósticos diferenciais, como também pelo seu mau humor, ceticismo e pelo seu distanciamento dos pacientes, comportamento antissocial (misantropia), já que ele considera completamente desnecessário interagir com eles. House comumente entra em conflito com os médicos do hospital conhecido por serem residentes , incluindo sua própria equipe de diagnóstico, porque a maior parte de seus diagnósticos a respeito das doenças dos pacientes são baseados em hipóteses controversas e pouco prováveis. Seu descaso com as regras e procedimentos padrão do hospital frequentemente geram atrito com sua chefe, administradora do hospital, Dr.ª Lisa Cuddy (Lisa Edelstein). O único amigo verdadeiro de House é o Dr. James Wilson (Robert Sean Leonard), chefe do departamento de Oncologia. Durante as três primeiras temporadas, a equipe de diagnósticos de House consiste em Dr. Robert Chase (Jesse Spencer), Dr.ª Alisson Cameron (Jennifer Morrison) e Dr. Eric Foreman (Omar Epps).
Ao final da terceira temporada a equipe se separa, remanescendo apenas Foreman. Gradualmente, House seleciona três novos membros para a equipe: Dr.ª Remy "Treze" Hadley (Olivia Wilde), Dr. Chris Taub (Peter Jacobson) e Dr. Lawrence Kutner (Kal Penn). Kutner faz sua última aparição ao final da 5.ª temporada e então só retorna no 22.º episódio da 8.ª temporada. Chase e Cameron continuam aparecendo em diversos papéis no hospital até o início da 6.ª Temporada. À essa altura, Cameron decide sair do hospital e Chase volta à equipa. "Treze" afasta-se durante boa parte da 7.ª Temporada, e seu espaço é preenchido pela estudante de medicina Martha M. Masters (Amber Tamblyn). Cuddy e Masters saem da série antes do início da 8.ª Temporada. Foreman se torna o novo Reitor de Medicina, enquanto Dr.ª Jessica Adams (Odette Annable) e Dr.ª Chi Park (Charlyne Yi) se juntam à equipe de House.
House esteve entre as 10 melhores séries dos Estados Unidos de sua 2ª à sua 4.ª Temporada. Em territórios lusófonos, o programa é transmitido em vários canais: no Brasil na Universal Channel e na RecordTV, e em Portugal na Fox Portugal e na TVI. House também fora o programa de televisão mais assistido do mundo em 2008. A série recebeu inúmeros prêmios, incluindo cinco Emmys, dois Globos de Ouro, um Prêmio Peabody, e nove People's Choice Awards.
A série conta com oito temporadas completas. No dia 8 de fevereiro de 2012, a Fox anunciou que a 8.ª temporada seria a última da série, tendo sua estreia em 3 de outubro de 2011 nos Estados Unidos e no Brasil em 3 de novembro do mesmo ano, encerrando-se em 21 de maio de 2012, no início de outubro de 2018 a Rede Globo adicionou a primeira temporada da série ao catálogo do Globoplay. A série também se encontra no Amazon Prime Video, HBO Max e Netflix. 
No Brasil, voltou a ser exibida em TV aberta em 2021 pela Rede Bandeirantes.

## Produção

### Conceito
Em 2004, David Shore e Paul Attanasio, juntamente com o parceiro de negócios de Attanasio, Katie Jacobs, apresentaram a série (sem nome definido até o momento) à Fox como um programa de médico-detetive no estilo de CSI, um drama investigativo ambientado em um hospital sobre médicos analisando sintomas e tentando descobrir suas causas. Attanasio foi incentivado a produzir um seriado médico após ler a coluna "Diagnóstico", publicada num suplemento do The New York Times pela médica Lisa Sanders, residente no Hospital da Universidade Yale em New Haven, que serviria de inspiração para o Princeton-Plainsboro Teaching Hospital. A Fox comprou a ideia, contudo, o então presidente, Gail Berman, disse à equipe criativa: "Eu quero uma série médica, mas não quero ver jalecos subindo e descendo pelos corredores" Jacobs disse que essa obrigação foi uma das principais influências que levaram a série a tomar sua forma final como foi apresentada.

“Nós sabíamos que a emissora buscava uma série processual, e Paul (Attanasio) veio com a ideia de uma série médica que funcionava como um processual policial. Os suspeitos eram as doenças. Contudo, rapidamente eu percebi que nós necessitávamos do elemento de um personagem. Quero dizer, bactérias não possuem motivações.”

—David Shore para a revista Writer's Guild 
Assim que a Fox aceitou o show, também adquiriu os títulos de produção "Chasing Zebras" e "Circling the drain" ("zebra", no jargão médico – em inglês -, é utilizado para diagnósticos obscuros e não-usuais, enquanto "circling the drain" se refere a pacientes irreversíveis, em casos terminais). A premissa original do show consistia em uma equipe de médicos trabalhando em conjunto para “diagnosticar o indiagnosticável”. Shore percebeu que seria importante para a série possuir um personagem central forte, com a capacidade de examinar as características pessoais de cada paciente, conseguindo diagnosticar suas doenças a partir das mentiras que contavam e dos segredos que guardavam de seus médicos. Assim que Shore e o resto da equipe criativa exploraram as possibilidades de personagens, o conceito do programa se tornou menos processual e sim focado em um papel central de liderança. O personagem foi chamado de “House”, que também foi adotado como o nome da série. Shore, posteriormente, desenvolveu a fundo o restante dos personagens e escreveu o roteiro para o episódio piloto. Bryan Singer, que dirigiu o primeiro episódio e teve um papel importante em apresentar os papéis principais disse que o título era "Todo mundo Mente" ("Everybody Lies", em inglês), e que esta frase fazia parte da premissa da série. Shore disse que o enredo de muitas das primeiras histórias fora baseado no trabalho de Berton Roueché, um escritor do The New Yorker, entre 1944 e 1994, que se especializou na publicação de diagnósticos médicos incomuns.

## Enredo

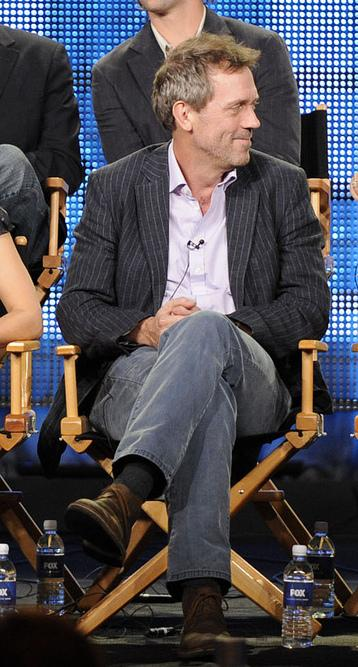
Hugh Laurie, protagonista da série

House é um médico conceituado do estado de Nova Jersey, nos Estados Unidos. Além de conseguir elaborar excelentes diagnósticos, as suas especialidades médicas são a infectologia e a nefrologia. O seu carácter é marcado pelo seu mau humor, comportamento antissocial, cepticismo, narcisismo e sarcasmo. O local da ação é Princeton-Plainsboro, um moderno hospital universitário público norte-americano.
Quase todos os episódios começam fora do hospital, em aberturas do gênero cold open, com pessoas anônimas a ter um ou vários sintomas de uma doença tratada em cada um desses episódios. House e a sua equipe iniciam o diagnóstico diferencial de um paciente apenas quando o diagnóstico do mesmo falha nos outros hospitais ou durante situações de urgência de Plainsboro, tornando os casos complexos. Apesar de serem raras, as doenças são reais. Os sintomas conhecidos são enunciados e escritos no quadro branco em que no mesmo são deliberadas várias doenças ou outros sintomas que vão surgindo. Como House gosta de mostrar aos outros que tem razão, recorre muitas vezes ao Método socrático. No início de cada tratamento, é muito frequente os médicos associarem um sintoma a uma doença vulgar como lupus, cancro ou infecção.
É muito comum também haver discussões entre House e Dr. Foreman, pois este o-acha um convencido e um "estupor manipulador". Às vezes, os sintomas não são bem definidos porque os pacientes escondem ou simplesmente mentem levando o Dr. House a utilizar muitas vezes a frase "Toda a gente mente / Todo mundo mente" (Everybody lies) corroborando muitas vezes com a frase "os sintomas nunca mentem" (The symptoms never lie).
Além do Dr. Eric Foreman, também trabalha com House a Dr.ª Allison Cameron, conhecida pela forma próxima com que lida com seus pacientes, muitas vezes se envolvendo intensamente com os doentes. Durante a primeira temporada ela diz estar apaixonada pelo Dr. House, mas, depois de um jantar desastroso entre os dois ela desiste dele. Já Durante a terceira temporada, ela se envolve com o Dr. Robert Chase, inicialmente apenas mantendo relações sem sentimentos mas no final da temporada eles começam a namorar.
O Dr. Robert Chase é considerado pelos colegas e pelo próprio chefe um "puxa-saco" que sempre concorda com House e aceita suas ideias. Ele é filho de um renomado médico australiano que visita ele na primeira temporada durante seu tratamento contra um câncer mas morre na segunda temporada.
Dadas as teorias de House serem extremamente controversas, as autorizações para as suas práticas são muitas vezes banidas pela diretora, a Dr.ª Lisa Cuddy, sobretudo quando envolvem altos riscos e, por vezes, faltas de ética. No entanto, o médico consegue através da chantagem ou de apostas, contrariar as decisões de Cuddy.
Os tempos livres de House são principalmente passados em conversas com o Dr. Wilson,em que um não vive sem o outro. Às vezes, para atingir certos objetivos, House usa-o recorrendo a desculpas e argumentos falaciosos. House conheceu Wilson durante uma convenção de Medicina em New Orleans que participou pouco tempo depois de concluir a sua graduação de medicina. Wilson acidentalmente partiu uma peça antiga, um espelho, começando assim, uma luta. House pagou-lhe a fiança (depois deste ter acabado por ser preso) pois achou-o interessante.
Outros passatempos favoritos de House são ouvir música clássica ou comercial, assistir a novelas medicinais na sua televisão portátil (que traz sempre consigo) ou ainda jogar jogos eletrônicos numa consola portátil ou no quarto de um paciente em coma, ou ainda tocar guitarra eléctrica.
Cuddy, a sua chefe, é amiga de House desde os tempos da faculdade. Apesar do seu relacionamento ser temperado de ciúmes, segredos, situações engraçadas e desrespeito por parte dele, existe sempre um companheirismo muito grande quando se trata da reitora proteger o médico em casos mais complicados. De modo a poder aumentar o nível social de House, Cuddy obriga frequentemente o médico a interagir com pacientes de clínica geral cumprindo horários. Porém, o médico tenta sempre evitar essa prática com desculpas. Durante as consultas de clínica geral, House consegue determinar, através dos sintomas, o estilo de vida de cada paciente criticando, argumentando, com tratamentos pouco ortodoxos ou com prescrições excêntricas mas consegue impressionar as pessoas com a velocidade e destreza do seu diagnóstico.
Outra característica central é o facto de House estar constantemente a ingerir um medicamento chamado Vicodin para poder controlar as dores pós-operatórias a que a sua perna direita se submeteu anos antes e que o obriga a andar com uma bengala. Uma operação que foi mal sucedida por causa de uma necrose no músculo quadríceps. House admite estar viciado naquele medicamento mas afirma não se tratar de um problema pois "(Os comprimidos) deixam-me trabalhar e levam as dores consigo". O médico já foi aconselhado a fazer uma desentoxicação de modo a poder se livrar do hábito mas nunca conseguiu diminuir a sua dependência. Quando House não tem acesso ao Vicodin, por não lhe ser receitado ou quando se esquece de pedir uma nova embalagem, recorre a outros produtos farmacêuticos narcóticos tais como oxicodona ou morfina. Além destas características, o médico não gosta de usar a bata medicinal/jaleco, achando-a inapropriada à sua imagem.

### Influência de Sherlock Holmes
Existem várias semelhanças entre a personagem House e Sherlock Holmes. O próprio nome dos personagens tem similitude (Holmes é similar a Home = casa/lar; House = casa). O criador David Shore considera-se fã do personagem clássico criado por Sir Arthur Conan Doyle.
As semelhanças entre os dois personagens são evidentes em vários episódios da série, como o carácter psicológico que House usa para resolver os casos (bem como evitar aceitá-los) e a morada do médico (apartamento 221B, o mesmo número do apartamento de Holmes). House, assim como Holmes, apoia-se em um extremo poder de observação e dedução para solucionar os casos com que é confrontado. Outras semelhanças incluem o passatempo de House: o médico toca guitarra e piano, Holmes toca violino; bem como na dependência de drogas: House em Vicodin e Holmes em cocaína. Além de ser mal-humorado e ao mesmo tempo engraçado. A amizade com Dr. James Wilson também é semelhante à amizade entre Holmes e o Dr. John Watson, e mesmo as iniciais dos amigos são as mesmas: J. W.
Algumas personagens no universo de House provêm também de Sherlock Holmes: Moriarty, o homem que atirou em House, é o nome do maior inimigo de Holmes, o Professor Moriarty. Em um dos episódios Wilson inventa, como gozação para enganar Taub e Kurtner, que House conheceu "a mulher" chamada Irene Adler e que nunca se recuperou da morte desta por não ter descoberto a tempo qual sua enfermidade. Irene Adler é personagem dos romances de Holmes e sempre é referida como "a mulher".

## Elenco e personagens
Os personagens desta série conta vários atores. Antes da equipa final ter sido escolhida, o produtor Bryan Singer quis que House fosse interpretado por um ator norte-americano. Durante as provas de selecção para a série, Hugh Laurie estava nas filmagens de Flight of the Phoenix. Laurie enviou uma gravação vídeo como sua prova de casting conseguindo evitar o uso de sotaque britânico da língua inglesa, usando mais o norte-americano. Embora outros atores estivessem referenciados para o papel, tais como Denis Leary (Rescue Me), Rob Morrow (Numb3rs) e Patrick Dempsey (Grey's Anatomy), todos foram postos de parte e Laurie foi o escolhido pela sua interpretação, cativando assim o interesse do produtor.
O ator Robert Sean Leonard (para o papel James Wilson), recebeu, além do convite para o papel na série, um outro convite para a série Numb3rs da CBS que, no entanto, rejeitou pelo fato da personagem em Numb3rs aparecer demasiadas vezes. Quanto menos apareço, melhor!, afirmou. O ator também afirmou sentir-se familiar com o ambiente médico, dado que o seu sogro pratica medicina.
O produtor Singer era fã de Lisa Edelstein no papel de prostituta no filme The West Wing e enviou-lhe uma cópia do guião original. Edelstein gostou da personagem Cuddy e foi ao casting para testar a personagem.
O agente do ator australiano Jesse Spencer sugeriu-o para que fosse a uma audição para a personagem Chase, embora tenha mostrado resistência no início. Spencer receava que a série pudesse a vir a ser demasiado similar a General Hospital. Mal viu o guião, o ator mudou de ideia e persuadiu os produtores para mudar a personagem para um australiano.
Omar Epps, que interpreta o papel de Dr. Eric Foreman, diz que inspirou-se no seu papel de interno turbulento na série da NBC ER. Jennifer Morrison afirmou ter feito a pior audição da sua vida. No entanto, o produtor observou o seu papel noutras séries, uma delas era Dawson's Creek, antes dela mesma ser testada para o papel.
| Ator                   | Personagem             | Temporadas     | Temporadas     | Temporadas     | Temporadas     | Temporadas     | Temporadas     | Temporadas     | Temporadas     |
| Ator                   | Personagem             | 1ª             | 2ª             | 3ª             | 4ª             | 5ª             | 6ª             | 7ª             | 8ª             |
| Elenco regular         | Elenco regular         | Elenco regular | Elenco regular | Elenco regular | Elenco regular | Elenco regular | Elenco regular | Elenco regular | Elenco regular |
| ---------------------- | ---------------------- | -------------- | -------------- | -------------- | -------------- | -------------- | -------------- | -------------- | -------------- |
| Hugh Laurie            | Gregory House          | Regular        | Regular        | Regular        | Regular        | Regular        | Regular        | Regular        | Regular        |
| Omar Epps              | Eric Foreman           | Regular        | Regular        | Regular        | Regular        | Regular        | Regular        | Regular        | Regular        |
| Robert Sean Leonard    | James Wilson           | Regular        | Regular        | Regular        | Regular        | Regular        | Regular        | Regular        | Regular        |
| Jesse Spencer          | Robert Chase           | Regular        | Regular        | Regular        | Recorrente     | Recorrente     | Regular        | Regular        | Regular        |
| Lisa Edelstein         | Lisa Cuddy             | Regular        | Regular        | Regular        | Regular        | Regular        | Regular        | Regular        |                |
| Jennifer Morrison      | Allison Cameron        | Regular        | Regular        | Regular        | Recorrente     | Recorrente     | Recorrente     |                | Participação   |
| Peter Jacobson         | Chris Taub             |                |                |                | Regular        | Regular        | Regular        | Regular        | Regular        |
| Olivia Wilde           | Remy "Treze" Hadley    |                |                |                | Regular        | Regular        | Regular        | Recorrente     | Recorrente     |
| Kal Penn               | Lawrence Kutner        |                |                |                | Regular        | Regular        |                |                | Participação   |
| Amber Tamblyn          | Martha M. Masters      |                |                |                |                |                |                | Regular        | Participação   |
| Odette Annable         | Jessica Adams          |                |                |                |                |                |                |                | Regular        |
| Charlyne Yi            | Chi Park               |                |                |                |                |                |                |                | Regular        |
| Elenco recorrente      |                        |                |                |                |                |                |                |                |                |
| Sela Ward              | Stacy Warner           | Recorrente     | Recorrente     |                |                |                |                |                | Participação   |
| Currie Graham          | Mark Warner            | Recorrente     | Recorrente     |                |                |                |                |                |                |
| Chi McBride            | Edward Vogler          | Recorrente     |                |                |                |                |                |                |                |
| David Morse            | Michael Tritter        |                |                | Recorrente     |                |                |                |                |                |
| Anne Dudek             | Amber Volakis          |                |                |                | Recorrente     | Recorrente     |                |                | Participação   |
| Edi Gathegi            | Jeffrey Cole           |                |                |                | Recorrente     |                |                |                |                |
| Andy Comeau            | Travis Brennan         |                |                |                | Recorrente     |                |                |                |                |
| Carmen Argenziano      | Henry Dobson           |                |                |                | Recorrente     |                |                |                |                |
| Michael Weston         | Lucas Douglas          |                |                |                |                | Recorrente     | Recorrente     |                |                |
| Jennifer Crystal Foley | Rachel Taub            |                |                |                | Participação   | Recorrente     | Recorrente     | Recorrente     | Recorrente     |
| Andre Braugher         | Darryl Nolan Jr.       |                |                |                |                |                | Recorrente     |                | Participação   |
| Lin-Manuel Miranda     | Juan "Alvie" Alvarez   |                |                |                |                |                | Recorrente     |                |                |
| Candice Bergen         | Arlene Cuddy           |                |                |                |                |                |                | Recorrente     |                |
| Karolina Wydra         | Dominika Petrova House |                |                |                |                |                |                |                | Recorrente     |

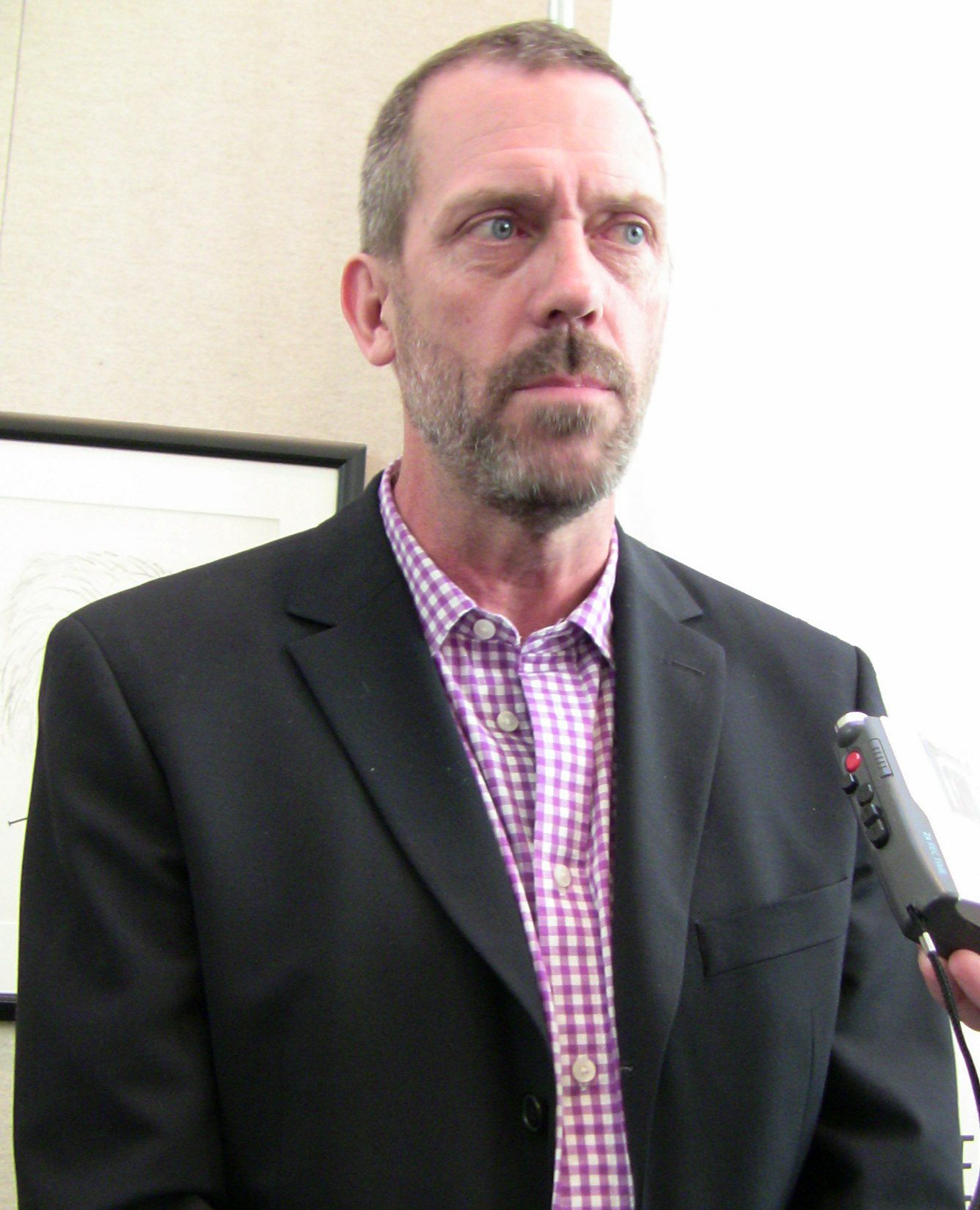
Hugh Laurie Gregory House
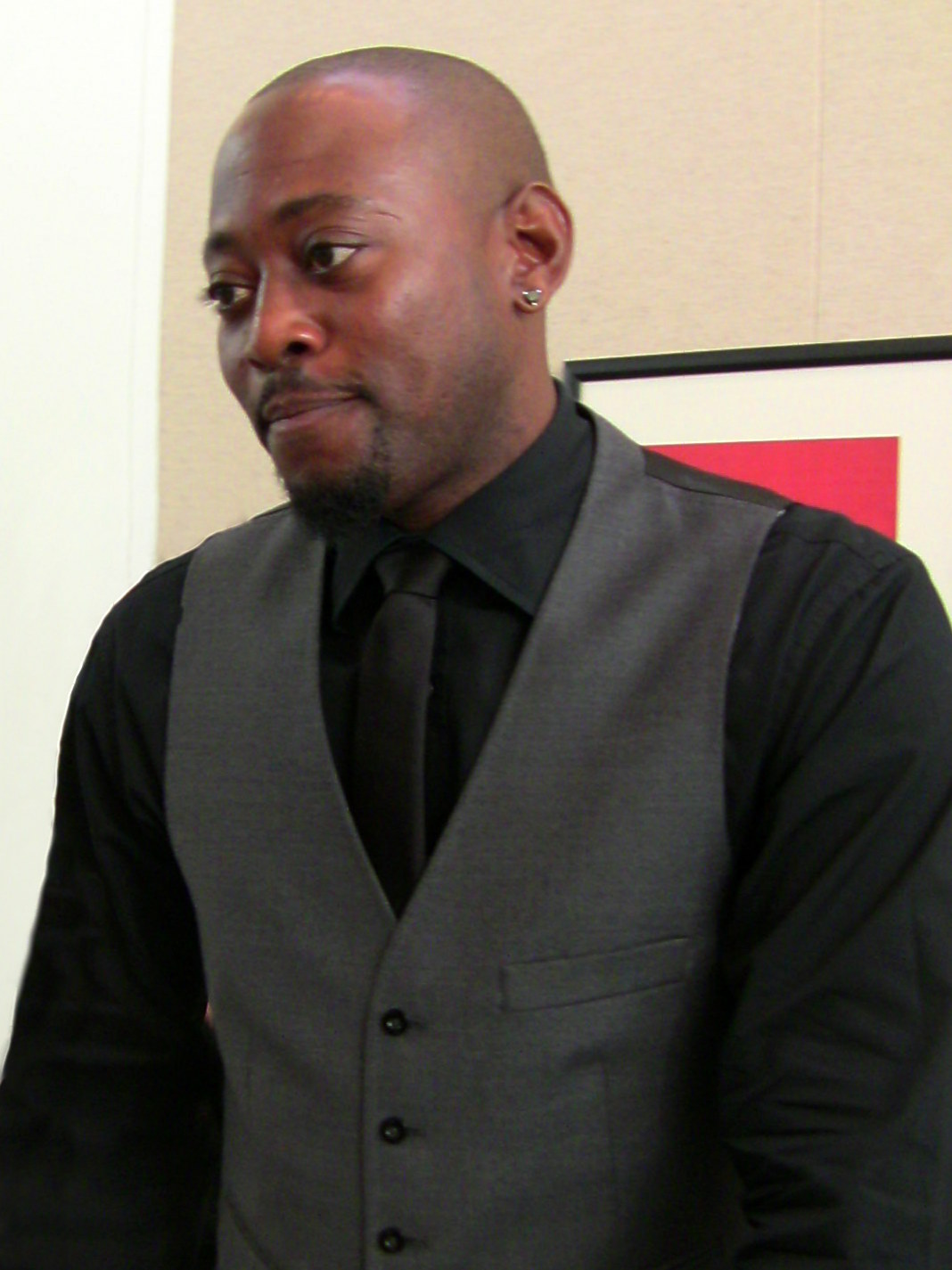
Omar Epps Eric Foreman
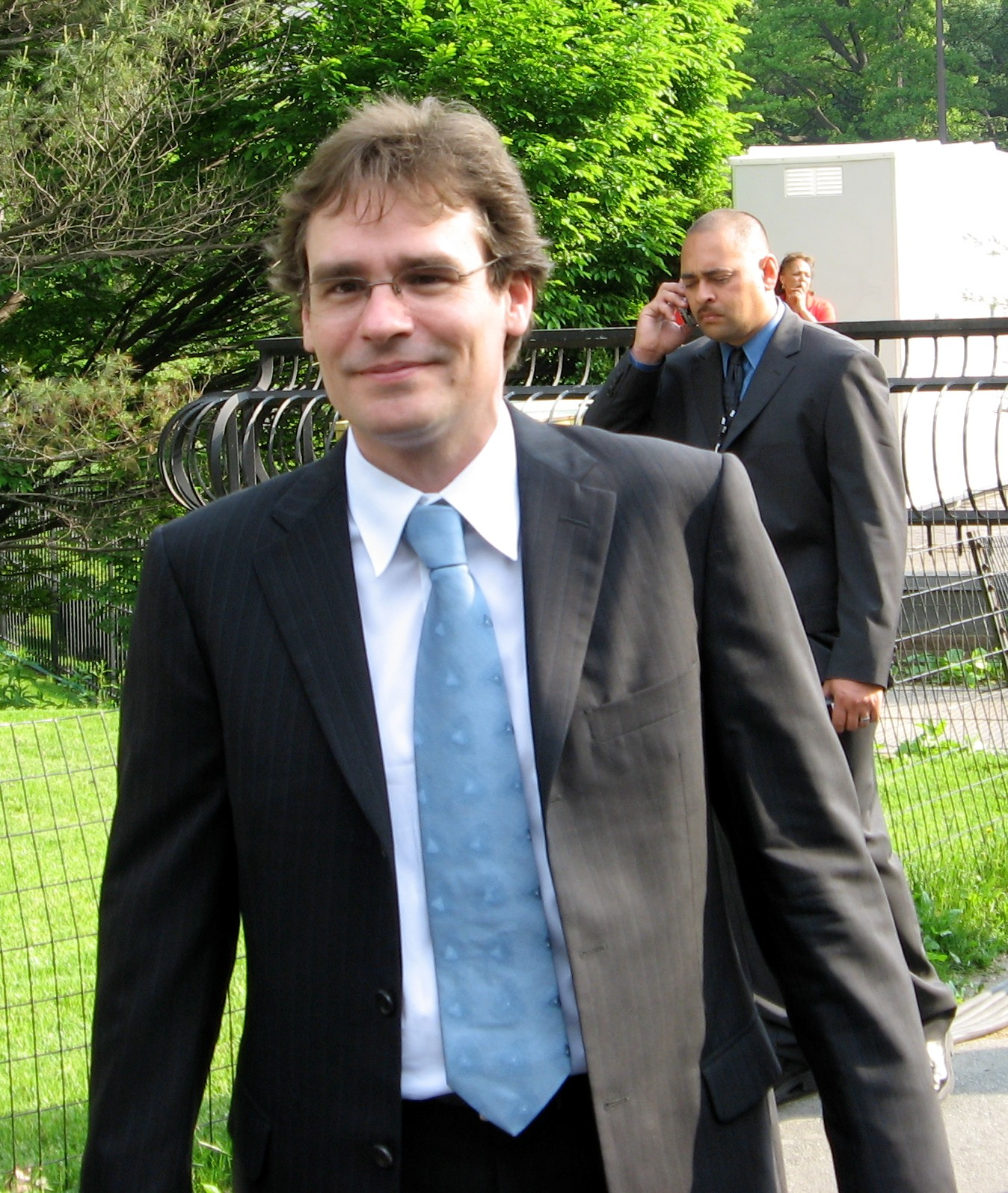
Robert Sean Leonard James Wilson
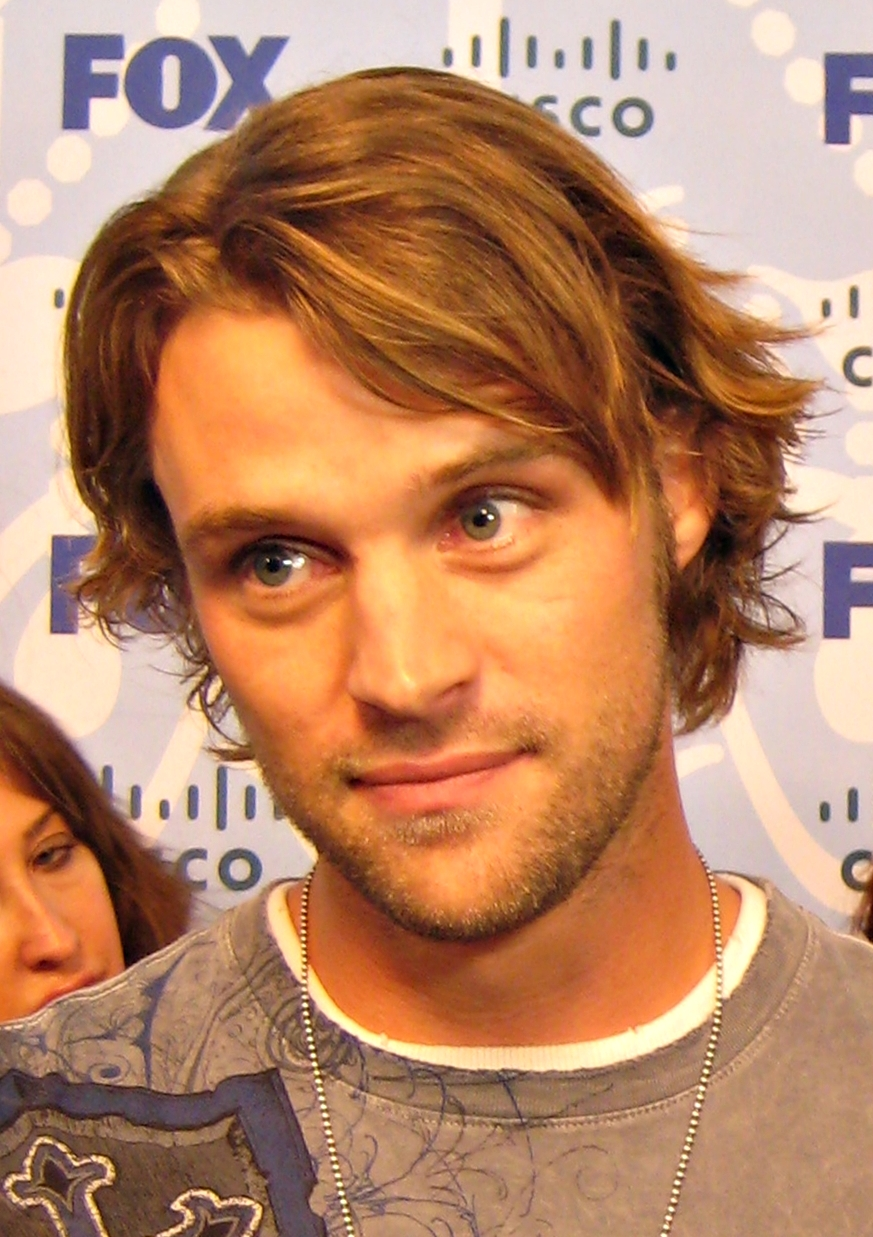
Jesse Spencer Robert Chase
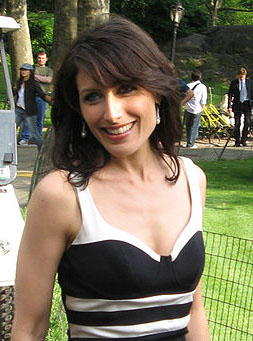
Lisa Edelstein Lisa Cuddy
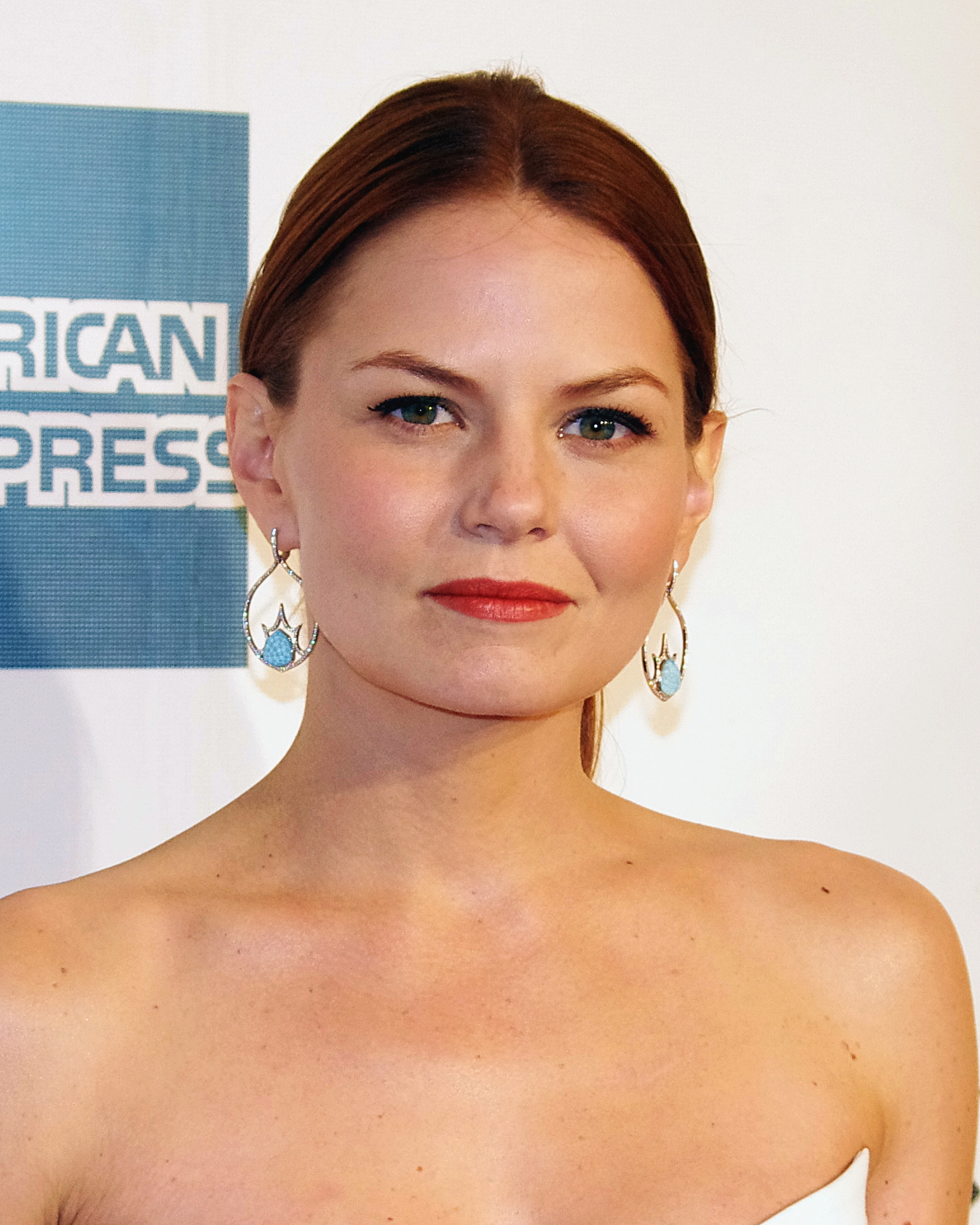
Jennifer Morrison Allison Cameron
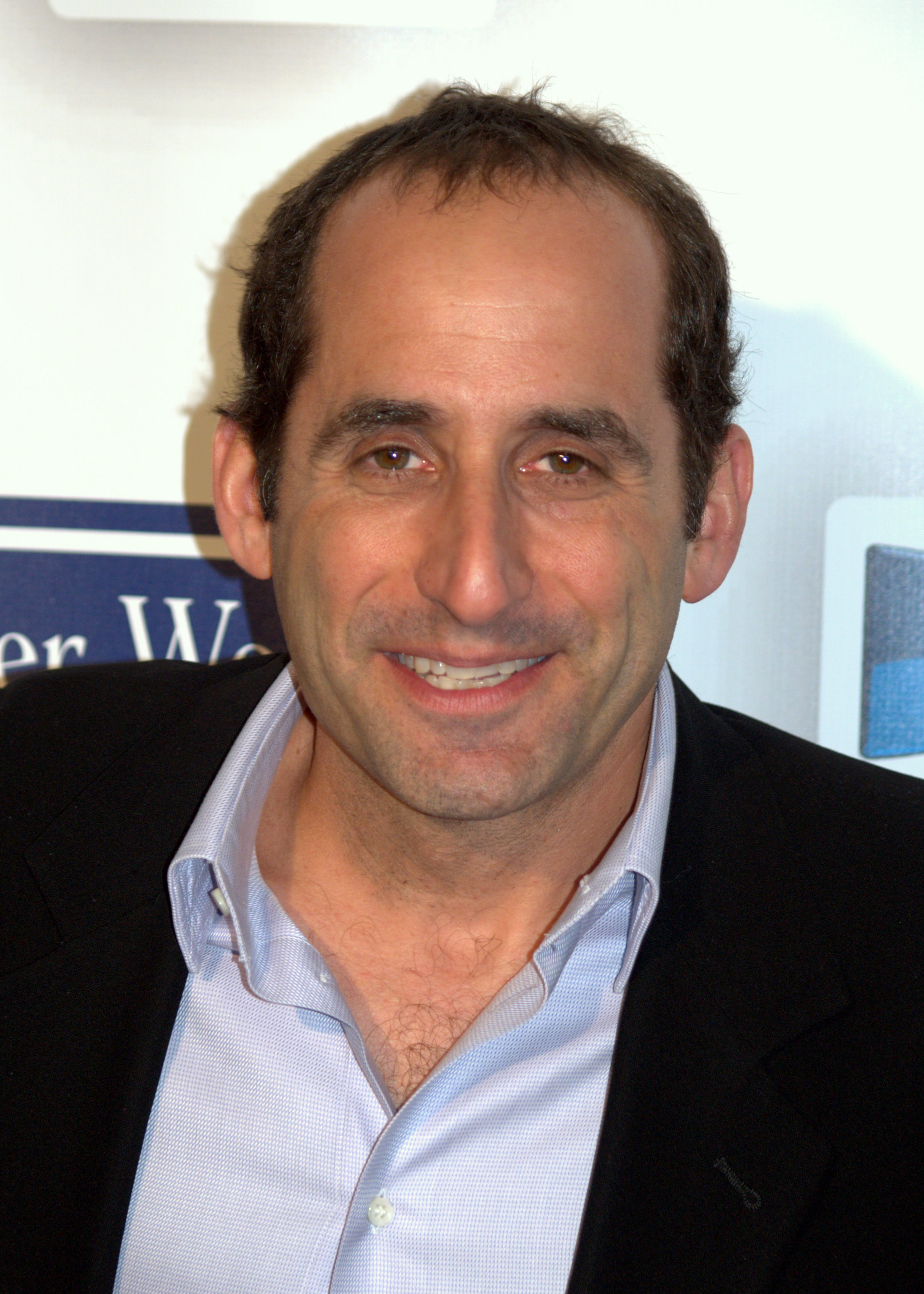
Peter Jacobson Chris Taub
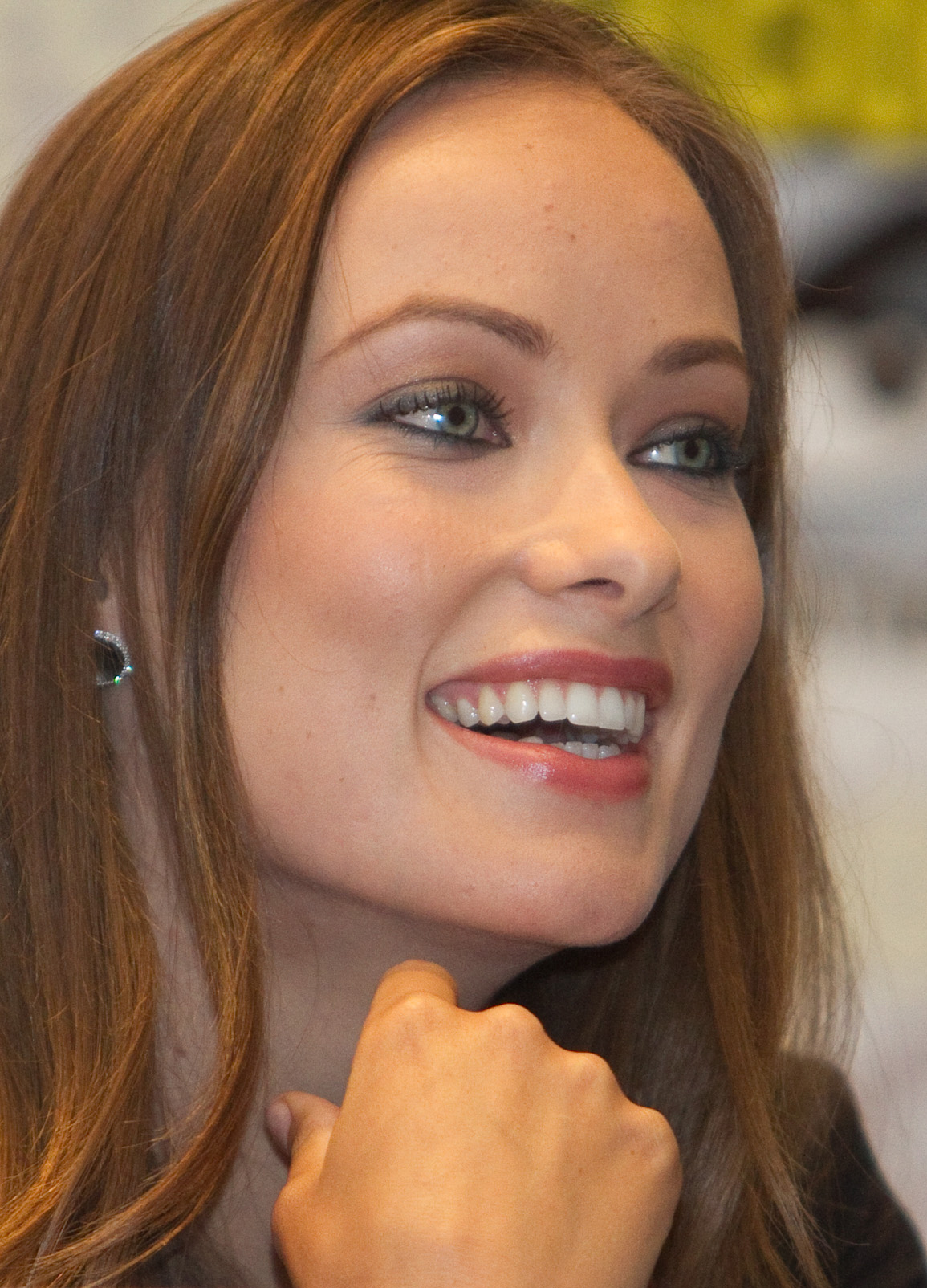
Olivia Wilde Remy "Treze" Headley

### Cargos dos personagens
- Dr. House: Infectologista, nefrologista e chefe do Departamento de Medicina Diagnóstica;
- Dr. Foreman: Neurologista, membro da equipe de diagnóstico e diretor do Hospital (8.ª temporada);
- Dr. Wilson: Chefe do Departamento de Oncologia;
- Dr. Chase: Cirurgião, médico intensivista, cardiologista, membro da equipe de diagnóstico e chefe do Departamento de Medicina Diagnóstica (8.ª temporada);
- Dr.ª Cuddy: Endocrinologista e diretora do Hospital;
- Dr.ª Cameron: Imunologista, membro da equipe de diagnóstico e emergencista assistente;
- Dr. Taub: Cirurgião plástico e membro da equipe de diagnóstico;
- Dr.ª Hadley (Treze): Internista e membro da equipe de diagnóstico;
- Dr. Kutner: Médico desportivo e membro da equipe de diagnóstico;
- Dr.ª Masters: PhD em matemática aplicada, PhD em história da arte e estudante de medicina;
- Dr.ª Adams: Médica penitenciária e membro da equipe de diagnóstico;
- Dr.ª Park: Residente em neurologia e membro da equipe de diagnóstico.

## Ratings
| Season | Season | Ep. 1 | Ep. 2 | Ep. 3 | Ep. 4 | Ep. 5 | Ep. 6 | Ep. 7 | Ep. 8 | Ep. 9 | Ep. 10 | Ep. 11 | Ep. 12 | Ep. 13 | Ep. 14 | Ep. 15 | Ep. 16 | Ep. 17 | Ep. 18 | Ep. 19 | Ep. 20 | Ep. 21 | Ep. 22 | Ep. 23 | Ep. 24 | Audiência |
| ------ | ------ | ----- | ----- | ----- | ----- | ----- | ----- | ----- | ----- | ----- | ------ | ------ | ------ | ------ | ------ | ------ | ------ | ------ | ------ | ------ | ------ | ------ | ------ | ------ | ------ | --------- |
|        | 1      | 7.05  | 6.09  | 6.33  | 6.74  | 6.91  | 6.73  | 6.91  | 12.37 | 12.75 | 14.97  | 14.22  | 15.53  | 15.53  | 17.33  | 17.34  | 18.28  | 15.04  | 17.48  | 17.14  | 18.80  | 17.68  | 19.52  | N/A    | N/A    | 13.22     |
|        | 2      | 15.91 | 13.64 | 13.37 | 12.18 | 14.15 | 12.95 | 14.72 | 14.91 | 14.52 | 14.83  | 22.24  | 19.20  | 14.18  | 20.56  | 21.44  | 22.71  | 21.20  | 22.64  | 24.52  | 22.71  | 17.16  | 24.29  | 22.38  | 25.47  | 18.41     |
|        | 3      | 19.55 | 15.74 | 13.67 | 14.52 | 14.18 | 16.11 | 14.60 | 15.20 | 17.30 | 11.77  | 17.78  | 27.34  | 24.88  | 25.99  | 24.40  | 20.80  | 20.35  | 21.57  | 22.41  | 20.81  | 21.13  | 21.36  | 21.19  | 17.23  | 19.16     |
|        | 4      | 14.52 | 17.44 | 18.03 | 18.10 | 17.29 | 18.17 | 16.95 | 16.88 | 16.96 | 22.56  | 29.04  | 23.15  | 14.51  | 13.26  | 14.84  | 16.16  | N/A    | N/A    | N/A    | N/A    | N/A    | N/A    | N/A    | N/A    | 17.99     |
|        | 5      | 14.77 | 12.37 | 12.97 | 13.26 | 13.08 | 13.49 | 13.06 | 13.26 | 12.87 | 12.51  | 14.05  | 15.02  | 15.69  | 14.87  | 14.19  | 14.85  | 12.38  | 13.13  | 12.51  | 13.29  | 12.19  | 11.69  | 12.04  | 12.74  | 13.35     |
|        | 6      | 15.76 | 15.76 | 14.44 | 13.74 | 13.50 | 11.65 | 13.31 | 12.67 | 11.95 | 13.24  | 12.25  | 14.21  | 13.38  | 13.60  | 12.81  | 11.37  | 10.80  | 10.81  | 10.85  | 9.98   | 9.29   | 11.06  | N/A    | N/A    | 12.57     |
|        | 7      | 10.54 | 10.18 | 10.78 | 9.69  | 9.65  | 9.63  | 10.77 | 9.24  | 10.52 | 10.45  | 12.33  | 9.86   | 10.41  | 11.01  | 11.08  | 10.41  | 9.49   | 8.93   | 8.80   | 8.57   | 7.94   | 8.92   | 9.11   | N/A    | 9.93      |
|        | 8      | 9.78  | 6.85  | 8.34  | 6.65  | 7.55  | 6.63  | 7.46  | 7.41  | 8.76  | 8.73   | 7.09   | 7.16   | 7.08   | 5.94   | 6.67   | 6.01   | 5.61   | 6.49   | 6.45   | 6.09   | 6.45   | 8.72   | N/A    | N/A    | 7.18      |

## Transmissão no Brasil

### TV Aberta
| Canal de Televisão | Época de exibição |
| ------------------ | ----------------- |
| Rede Record        | 2007-2012         |
| Rede Bandeirantes  | 2021-presente     |

### TV Fechada
| Canal de Televisão | Época de exibição |
| ------------------ | ----------------- |
| Universal Channel  | 2007-2013         |

### Serviço por streaming
| Canal de Televisão | Total de temporadas disponíveis | Época de exibição |
| ------------------ | ------------------------------- | ----------------- |
| Claro Vídeo        | 4 Temporadas                    | 2016-presente     |
| Globoplay          | 8 Temporadas                    | 2018-presente     |
| Prime Video        | 8 Temporadas                    | 2019-presente     |
| HBO Max            | 8 Temporadas                    | 2021-presente     |
| Netflix            | 8 Temporadas                    | 2024-presente     |

## Resumo da série
| Temporada | Temporada | Episódios | Exibição Original      | Exibição Original  |
| Temporada | Temporada | Episódios | Início                 | Final              |
| --------- | --------- | --------- | ---------------------- | ------------------ |
|           | 1         | 22        | 16 de novembro de 2004 | 24 de maio de 2005 |
|           | 2         | 24        | 13 de setembro de 2005 | 23 de maio de 2006 |
|           | 3         | 24        | 5 de setembro de 2006  | 29 de maio de 2007 |
|           | 4         | 16        | 25 de setembro de 2007 | 19 de maio de 2008 |
|           | 5         | 24        | 16 de setembro de 2008 | 11 de maio de 2009 |
|           | 6         | 21        | 21 de setembro de 2009 | 17 de maio de 2010 |
|           | 7         | 23        | 20 de setembro de 2010 | 23 de maio de 2011 |
|           | 8         | 22        | 3 de outubro de 2011   | 21 de maio de 2012 |

### O genérico
O genérico (sequência de abertura) começa com o título e uma ressonância magnética, cuja forma da cabeça desfoca-se e aparece o personagem Dr. House que foi filmada no primeiro episódio da primeira temporada. A abertura emprega um número de cenários que acompanham os nomes dos atores. As imagens mostradas são representações anatômicas antigas e antigos raios-x bem como desenhos de partes corporais. A produtora executiva, Katie Jacobs, afirmou que a ordem da sequência não tem significado necessário; no entanto, o nome do criador David Shore aparece em cima de um pescoço, representando assim o cérebro da série.
No que concerne à sequência musical, nos Estados Unidos e em alguns países, é uma parte do single Teardrop, do grupo Massive Attack. Nos países europeus, a versão do genérico tem uma sequência musical chamada House. Os produtores, por motivos de direitos de autor e de políticas de copyright, não conseguiram que a sequência original dos Massive Attack fosse utilizada nas versões europeias da série. O tema europeu de House foi utilizado na 1.ª temporada no Brasil.
Já a versão brasileira e de Singapura, é totalmente diferente, sem nome ou artista definido. Foi utilizado após a 1.ª temporada da série. Além de ser utilizado em Singapura e no Brasil, este tema de abertura também foi utilizado na versão Europeia da série.

## Prêmios
De renome internacional, a série venceu vários prêmios e foi nomeada noutros. Ganhou vários Emmys para melhor realizador e melhor argumento, ambos na categoria de séries, bem como o prémio de melhor caracterização (maquilhagem) na categoria de séries.
Em 2006 e em 2007, Hugh Laurie é aclamado melhor ator, título atribuído pelos Globos de Ouro.
A série ainda venceu o Prêmio Humanitas na categoria 60 Minutos.
Entre as nomeações, estão as de melhor ator secundário (David Morse) e melhor realizador dos Emmys.
A série foi nomeada para os Globos de Ouro 2009 nas categorias de melhor série dramática e melhor ator em série dramática (Hugh Laurie).
Greg Yaitanes venceu a categoria de melhor direção em série de drama do Emmy em 2008 pelo penúltimo episódio da quarta temporada, House's Head.